# Nhĩ Nhã
Nhĩ Nhã (giản thể: 尔雅; phồn thể: 爾雅; bính âm: ěr yǎ) là bộ từ điển của Trung Quốc thời kỳ cổ đại, một trong những tác phẩm kinh điển của Nho giáo được xếp vào danh sách thập tam kinh. Nhĩ nghĩa là cận (gần), nhã nghĩa là chính (tức nhã ngôn - lời nói nhã nhặn), nên Nhĩ Nhã nghĩa là cận chính, tức là tiếp cận với quy cách ăn nói sao cho nhã nhặn, đúng mực. Nội dung chủ yếu của Nhĩ Nhã là giải thích và khảo chứng vốn từ ngữ Trung Quốc thời cổ đại.

## Tác giả
Tác giả Nhĩ Nhã có nhiều ý kiến không thống nhất. Có thuyết cho là do môn đệ của Khổng Tử sáng tác, có thuyết cho là do Chu Công sáng tác, sau đó được người đời sau bổ sung thêm vào. Cũng có thuyết cho là do người thời Tần, Hán sáng tác, đến thời Tây Hán được chỉnh lý bổ sung mà thành.

## Nội dung chủ yếu
Ban Cố trong tác phẩm Hán thư, mục Văn nghệ chí có ghi chép Nhĩ Nhã gồm 3 quyển, 20 thiên. Về sau đến thời Đường Nhĩ Nhã được xếp vào bộ kinh, trở thành một trong những tác phẩm kinh điển của Nho giáo. Hiện nay Nhĩ Nhã chỉ còn lại 19 thiên, theo học giả Tống Tường Phượng thời Thanh thì là do thiên chép Lời tựa của tác phẩm bị thất lạc.
19 thiên của Nhĩ Nhã là:
1. Thích Hỗ: giải thích các từ ngữ cổ đại.
2. Thích Ngôn: giải thích các động từ và tính từ.
3. Thích Huấn: giải thích các tính từ, phó từ, liên từ và cụm từ.
4. Thích Thân: giải thích các cách xưng hô thân thuộc.
5. Thích Cung: giải thích kiến trúc cung đình.
6. Thích Khí: giải thích các vật dụng hàng ngày, ẩm thực, y phục.
7. Thích Nhạc: giải thích về âm nhạc.
8. Thích Thiên: giải thích về thiên văn, lịch pháp.
9. Thích Địa: giải thích về địa lý, hành chính.
10. Thích Khâu: giải thích về Khâu Lăng, cao địa.
11. Thích Sơn: giải thích về núi.
12. Thích Thủy: giải thích về sông ngòi.
13. Thích Thảo: giải thích về hoa cỏ.
14. Thích Mộc: giải thích về cây cối.
15. Thích Trùng: giải thích về côn trùng.
16. Thích Ngư: giải thích về cá.
17. Thích Điểu: giải thích về chim.
18. Thích Thú: giải thích về động vật.
19. Thích Súc: giải thích về động vật.

## Các sách chú giải Nhĩ Nhã
Các sách chú thích, khảo chứng Nhĩ Nhã bao gồm:
- Quách Phác (thời Tấn), Nhĩ Nhã chú
- Mã Quốc Hàn (thời Thanh), Nhĩ Nhã cổ chú
- Thiệu Tấn Hàm (thời Thanh), Nhĩ Nhã chính nghĩa
- Hác Ý Hành (thời Thanh), Nhĩ Nhã nghĩa sớ

Các sách phỏng theo Nhĩ Nhã (gọi là Quần Nhã) bao gồm:
- Tiểu Nhĩ Nhã
- Trương Ấp (thời Tam quốc), Quảng nhã
- Lục Tế (thời Tống), Bì nhã
- La Nguyện (thời Tống), Nhĩ nhã dực gồm 32 quyển
- Chu Mưu (thời Vạn Lịch nhà Minh), Biền nhã
- Biền tự phân tiên
- Phương Dĩ Trí (thời Minh), Thông nhã
- Khổng Phụ (thời Thanh), Tiểu Nhĩ Nhã nghĩa chứng
- Vương Hú (thời Thanh), Tiểu Nhĩ Nhã sớ
- Ngô Ngọc Tấn (thời Thanh), Biệt nhã
- Hồng Lượng Cát (thời Thanh), Tỷ nhã
- Sử Mộng Lan (thời Thanh), Điệp nhã
- Cát Kỳ Nhân (thời Thanh), Tiểu Nhĩ Nhã sớ chứng
- Tống Tường Phượng (năm Quang Tự thứ 60 - 1890 thời Thanh), Tiểu Nhĩ Nhã huấn toản
- Tiểu Nhĩ Nhã hiệu chứng (thời Thanh)